# Bernhard Stange
Bernhard Stange (* 24. Juli 1807 in Dresden; † 9. Oktober 1880 in Sindelsdorf) war ein deutscher Landschaftsmaler der Romantik.

## Leben

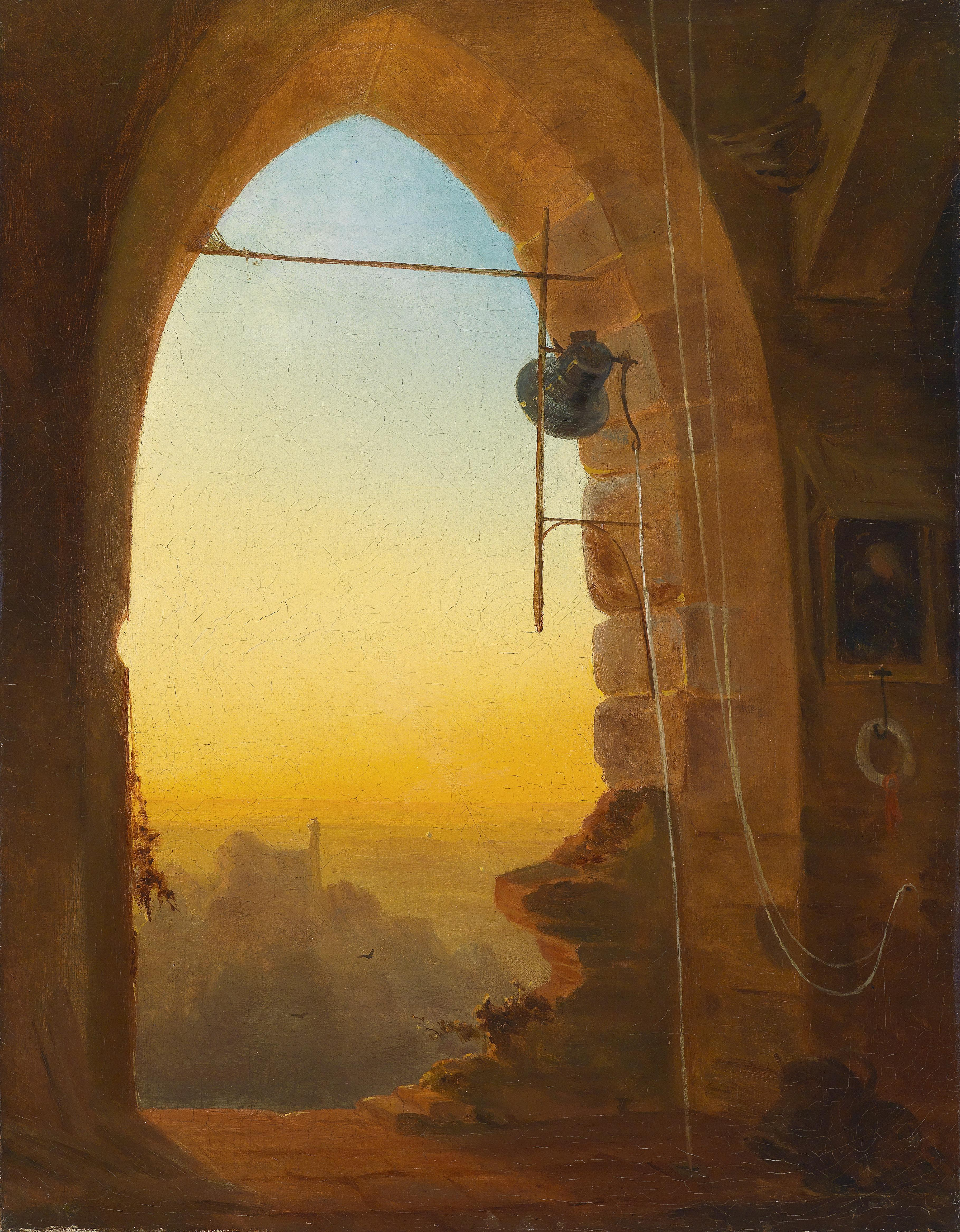
Ölgemälde Das Abendläuten von Bernhard Stange

Er war der Sohn des beim Rat der Stadt Dresden tätigen Aktuars Christoph Friedrich Stange, der am Ende der Befreiungskriege 1813 dem damals in Dresden grassierenden Typhus erlag. Wenig später 1817 Bernhard Stange nach Leipzig zum Färbermeister Jäger, der ihn gemeinsam mit seinem eigenen Sohn, den späteren Historienmaler Gustav Jäger, erzog. Eigentlich wollte Stange wie sein Ziehvater Färber werden, doch letztlich konnte er mit Hilfe eines Stipendiums in der Ratsschule Zwickau auf ein Theologiestudium vorbereiten. Zu seinen dortigen Mitschülern zählte Robert Schumann.
1827 nahm er ein Studium an der Universität Leipzig auf. Das schwierige Studium der hebräischen Sprache führte dazu, dass er das Theologiestudium abbrach und zu den Rechtswissenschaften wechselte. Nach vier Jahren legte er erfolgreich die Prüfung ab. Doch im Anschluss übte er keinen juristischen Beruf aus, sondern entschied sich für die Kunst. Großen Gefallen fand er an den Gemälden von Caspar David Friedrich. Er ging auf die Kunstschule nach München, wo er Mitglied einer kleinen Malerkolonie wurde. Mehrere Bilder entstanden, von denen er 1831 das erste verkaufte. Bereits 1834 erwarb der Sächsische Kunstverein seiner Heimatstadt Dresden sein Gemälde Gegend aus dem bayerischen Hochlande. Zahlreiche weitere Aufträge für Ausstellungen und private Sammlungen folgten.
1858 erhielt er als Dank seines künstlerischen Schaffens von König Maximilian II. von Bayern das Ritterkreuz des Verdienstordens vom Heiligen Michael übergeben. In dieser Zeit war er in ein Landhaus in Sindelsdorf gezogen, wo er fortan arbeitete und lebte.